# Sylvia Nordskar
Sylvia Thorson Nordskar (née le 19 juin 1993) est une fondeuse et traileuse norvégienne. Elle a notamment remporté Zegama-Aizkorri en 2024, le K42 Canarias Anaga Marathon à Tenerife et le 100 km de Kullamannen en Suède en 2023.
Elle termine le Marathon du Mont-Blanc 2023 ensanglantée à la 5e place.
Elle se classe 6e des Golden Trail World Series courues en huit étapes en 2023.

## Biographie
Sylvia Nordskar est originaire de Bærum. Après son lycée à Lillehammer, elle poursuit par un premier cycle d'études universitaires à l'université de Denver, puis un Master of Business Administration toujours à Denver. Elle travaille à partir de 2017 dans l'audit et le conseil aux entreprises à Oslo.
Sylvia Nordskar pratique la course d'orientation dans son enfance et continue sa carrière sportive par du ski de fond sur le circuit junior norvégien et scandinave puis sur le circuit de la FIS où elle remporte des courses en classique et style libre, comme à Soldier Hollow en 2015. 
En 2016 elle découvre le trail en compétition pendant son séjour à Denver où elle gagne dès sa deuxième course (la Barr Trail Mountain Race).

## Palmarès

### Trail
| no  | féminin           | Course                                  | Longueur | Départ            | Temps            |
| --- | ----------------- | --------------------------------------- | -------- | ----------------- | ---------------- |
| 12e | Médaille d'or     | Barr Trail Mountain Race                | 20 km    | 17 juillet 2016   | 1 h 57 min 58 s  |
| 4e  | Médaille d'or     | EcoTrail d'Oslo                         | 50 km    | 26 mai 2018       | 4 h 12 min 29 s  |
| 9e  | Médaille d'or     | Salomon Xreid Jotunheimen               | 105 km   | 29 juin 2018      | 21 h 10 min 0 s  |
| 26e | Médaille d'argent | Tromsø Skyrace                          | 31 km    | 4 août 2018       | 3 h 38 min 13 s  |
| 20e | Médaille d'or     | KRS Ultra                               | 59 km    | 27 avril 2019     | 6 h 19 min 0 s   |
| 3e  | Médaille d'or     | Sans Senja Ultra                        | 100 km   | 10 juillet 2020   | 15 h 58 min 19 s |
| 1re | Médaille d'or     | Arctic Triple Lofoten Ultra-Trail       | 50 km    | 6 mai 2021        | 5 h 6 min 21 s   |
| 13e | Médaille d'or     | Molde 7 Topper                          | 48 km    | 11 septembre 2021 | 5 h 39 min 49 s  |
| 67e | 12e               | Championnats du monde de trail - Long   | 78 km    | 5 novembre 2022   | 9 h 6 min 43 s   |
| 74e | 12e               | Ultra-Trail du Mont-Blanc - CCC         | 99 km    | 26 août 2022      | 13 h 3 min 32 s  |
| 94e | 13e               | Championnats du monde de trail - Court  | 45,2 km  | 8 juin 2023       | 5 h 21 min 25 s  |
| 23e | Médaille d'or     | Fjällmaratonveckan Årefjällen           | 26 km    | 30 juillet 2023   | 2 h 15 min 25 s  |
| 8e  | Médaille d'or     | Kullamannen Sprint Ultra                | 103 km   | 3 novembre 2023   | 9 h 21 min 11 s  |
| 12e | Médaille d'or     | K42 Canarias Anaga Marathon             | 42 km    | 10 décembre 2023  | 4 h 27 min 28 s  |
| 65e | Médaille d'or     | Zegama-Aizkorri                         | 42 km    | 26 mai 2024       | 4 h 29 min 12 s  |
| 20e | Médaille d'or     | Ultra Trail Nice Côte d'Azur - Eze-Nice | 54 km    | 5 octobre 2024    | 5 h 8 min 48 s   |
| 22e | Médaille d'argent | Grand Trail des Templiers               | 80,4 km  | 20 octobre 2024   | 7 h 45 min 5 s   |
| 22e | Médaille d'argent | Transgrancanaria Marathon               | 47 km    | 21 février 2025   | 4 h 7 min 27 s   |
| 7e  | Médaille d'or     | Swiss Canyon Trail - 51K                | 52,7 km  | 7 juin 2025       | 4 h 30 min 7 s   |
| 14e | Médaille d'argent | Val d'Aran by UTMB - PDA                | 52 km    | 3 juillet 2025    | 5 h 36 min 29 s  |